# Ariel Zago
Ariel Zago (Villa Ángela, Chaco, Argentina, 4 de octubre de 1985) es un baloncestista argentino que se desempeña como pívot o ala-pívot.
Integró el plantel de la selección de Chaco que conquistó el Campeonato Argentino de Básquet de 2012, jugando junto a otros grandes talentos provinciales como Rubén Wolkowyski, Christian Schoppler y los hermanos Luis Cequeira y Martín Cequeira.

## Carrera profesional

### Clubes
| Club                      | País      | Año             |
| ------------------------- | --------- | --------------- |
| Libertad de Sunchales     | Argentina | 2001 - 2004     |
| La Unión de Formosa       | Argentina | 2004 - 2005     |
| Libertad de Sunchales     | Argentina | 2005 - 2006     |
| El Nacional Monte Hermoso | Argentina | 2006 - 2007     |
| La Unión de Formosa       | Argentina | 2007 - 2011     |
| Bahía Basket              | Argentina | 2011 - 2012     |
| Unión Progresista         | Argentina | 2012 - 2013     |
| La Unión de Formosa       | Argentina | 2013 - 2014     |
| Estudiantes Concordia     | Argentina | 2014            |
| Ferro                     | Argentina | 2014 - 2015     |
| Villa Ángela Basket       | Argentina | 2015 - 2017     |
| Libertad de Sunchales     | Argentina | 2017 - 2019     |
| San Isidro                | Argentina | 2019 - 2020     |
| Oberá                     | Argentina | 2020 - 2021     |
| Alvear de Villa Ángela    | Argentina | 2021 - Presente |

## Palmarés

### Campeonatos nacionales
- Actualizado hasta el 26 de febrero de 2022.

| Título                 | Club                      | País      | Año         |
| ---------------------- | ------------------------- | --------- | ----------- |
| Campeón TNA            | La Unión de Formosa       | Argentina | 2004 - 2005 |
| Campeón TNA            | El Nacional Monte Hermoso | Argentina | 2006 - 2007 |
| Campeón TNA            | La Unión de Formosa       | Argentina | 2008 - 2009 |
| Campeón Liga Argentina | Libertad de Sunchales     | Argentina | 2017 - 2018 |

### Campeonatos internacionales
- Actualizado hasta el 28 de julio de 2018.

| Título                    | Club                  | País      | Año  |
| ------------------------- | --------------------- | --------- | ---- |
| Campeón Liga Sudamericana | Libertad de Sunchales | Argentina | 2002 |